# Соссе, Фредерик
Фредери́к Соссе́ (фр. Frédéric Sausset; род. 13 февраля 1969 в Блуа, Франция) — французский предприниматель и автогонщик-любитель. В 2012 году из-за заражения крови Соссе ампутировали конечности. Он принял участие в гонке на выносливость 24 часа Ле-Мана 2016, что стало беспрецедентным случаем. До этого гонщики с инвалидностью, такие как Алессандро Дзанарди и Клей Регаццони, уже принимали участие в автогонках, но оба имели рабочие руки и пользовались автомобилями с ручным управлением.

## Болезнь и ампутация
28 июля 2012 года во время отдыха в Ландах у Соссе началось заражение крови и некроз пальца. Фредерик впал в кому. После месяца, проведённого в отделении интенсивной терапии госпиталя Байонны, его перевели в ожоговое отделение в Тур. Из-за прогрессирования болезни и некроза конечностей врачи ампутировали ему ноги ниже колен и руки ниже предплечий. Соссе вышел из комы в конце августа 2012 года. 17 октября Фредерика перевели в реабилитационный центр Bel Air в Ла Мемброль-Сюр-Шуазий недалеко от Тура. Там он в течение полугода проходил курс реабилитации.

## 24 часа Ле-Мана

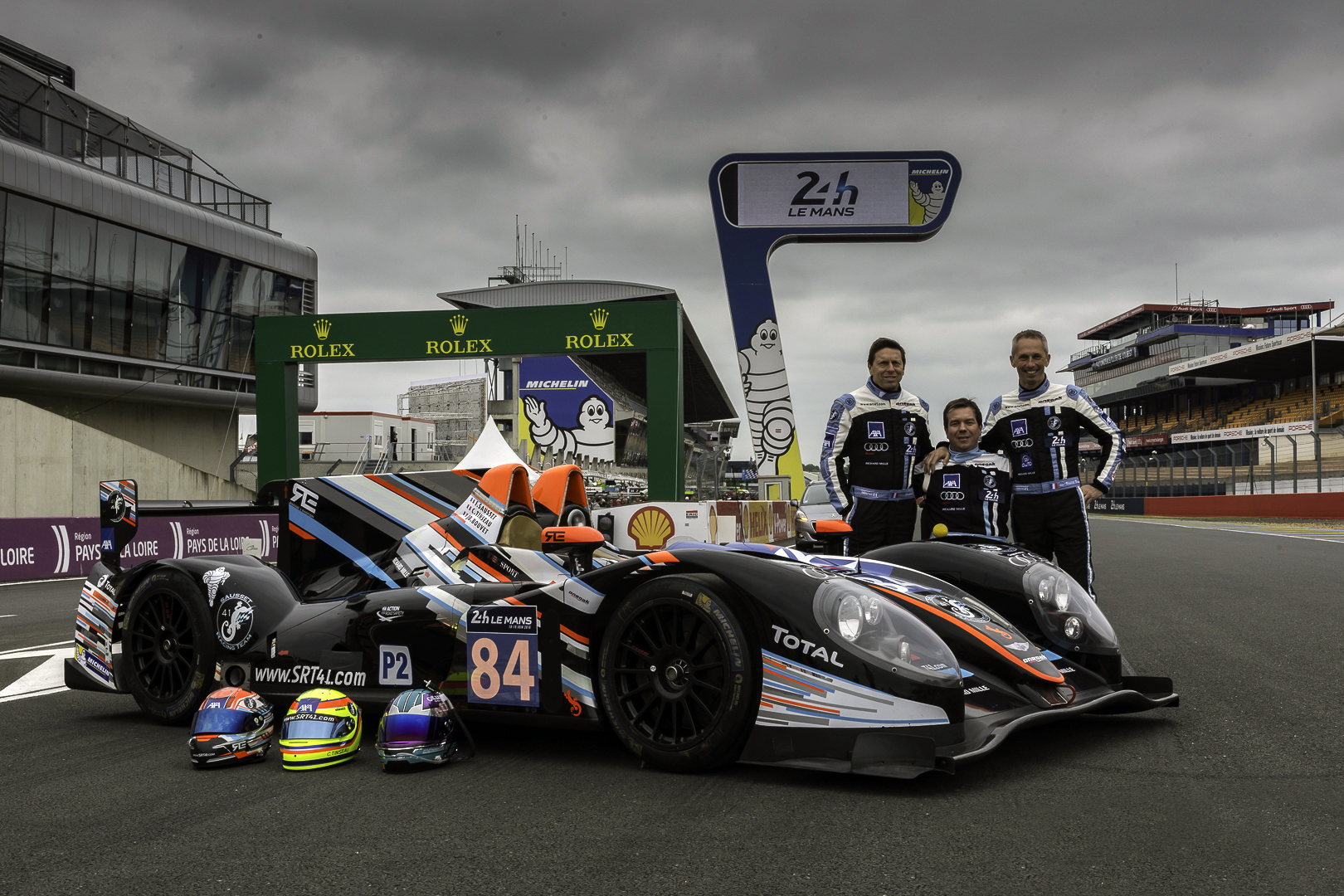
Соссе с партнёрами по команде рядом с Morgan LMP2 в Ле-Мане (2016)

За несколько недель до болезни в 2012 году Соссе посетил гонку в Ле-Мане. В 2013 году он основал автогоночную команду Sausset Racing Team 41 (SRT41). Соссе дебютировал в гоночном чемпионате VdeV и начал при поддержке Audi и Вольфганга Ульриха готовиться к суточному автомарафону. Гоночное шасси Morgan LMP2 было приспособлено для управления людьми с ограниченными физическими возможностями: установлен новый педальный узел, автоматическая коробка передач, рулевое колесо заменено рычагом, кресло оборудовано пневматическим подъёмником, позволяющим Соссе быстро покинуть автомобиль в случае аварии. При этом специальные органы управления могут быть легко заменены на традиционные, чтобы напарники Соссе, Кристоф Тинсо и Жан-Бернар Буве, могли управлять автомобилем во время своих смен. Первоначально процедура замены пилота с участием Фредерика Соссе занимала 5 мин, после длительных тренировок продолжительность удалось сократить до 2,5 мин. Западный автомобильный клуб разрешил выступление в гонке в рамках проекта «Гараж 56», где испытываются различные инновационные идеи в автомобилестроении.
Соссе впервые опробовал подготовленный спортпрототип в феврале 2016 года на тестах на автодроме Бугатти, а в апреле проехал 17 кругов на первом этапе Европейской серии Ле-Ман — гонке «4 часа Сильверстоуна».
Фредерик Соссе и два его товарища по команде 5 июня 2016 года приняли участие в предварительных тестах перед гонкой 24 часа Ле-Мана. В гонке, проходившей 18-19 июня, им удалось финишировать на 38-м месте в общем зачёте.